# Кіровський район (Калузька область)
Кіровський район — адміністративна одиниця в Калузькій області Росії, якому відповідає муніципальне утворення «Місто Кіров і Кіровський район» . Адміністративний центр — місто Кіров.

## Географія
Район розташований на південному заході Калузької області. Площа 1000,4 км².